# Drusus morettii
Drusus morettii là một loài Trichoptera trong họ Limnephilidae. Chúng phân bố ở miền Cổ bắc.